# Wolfram Jäger (Bauingenieur)

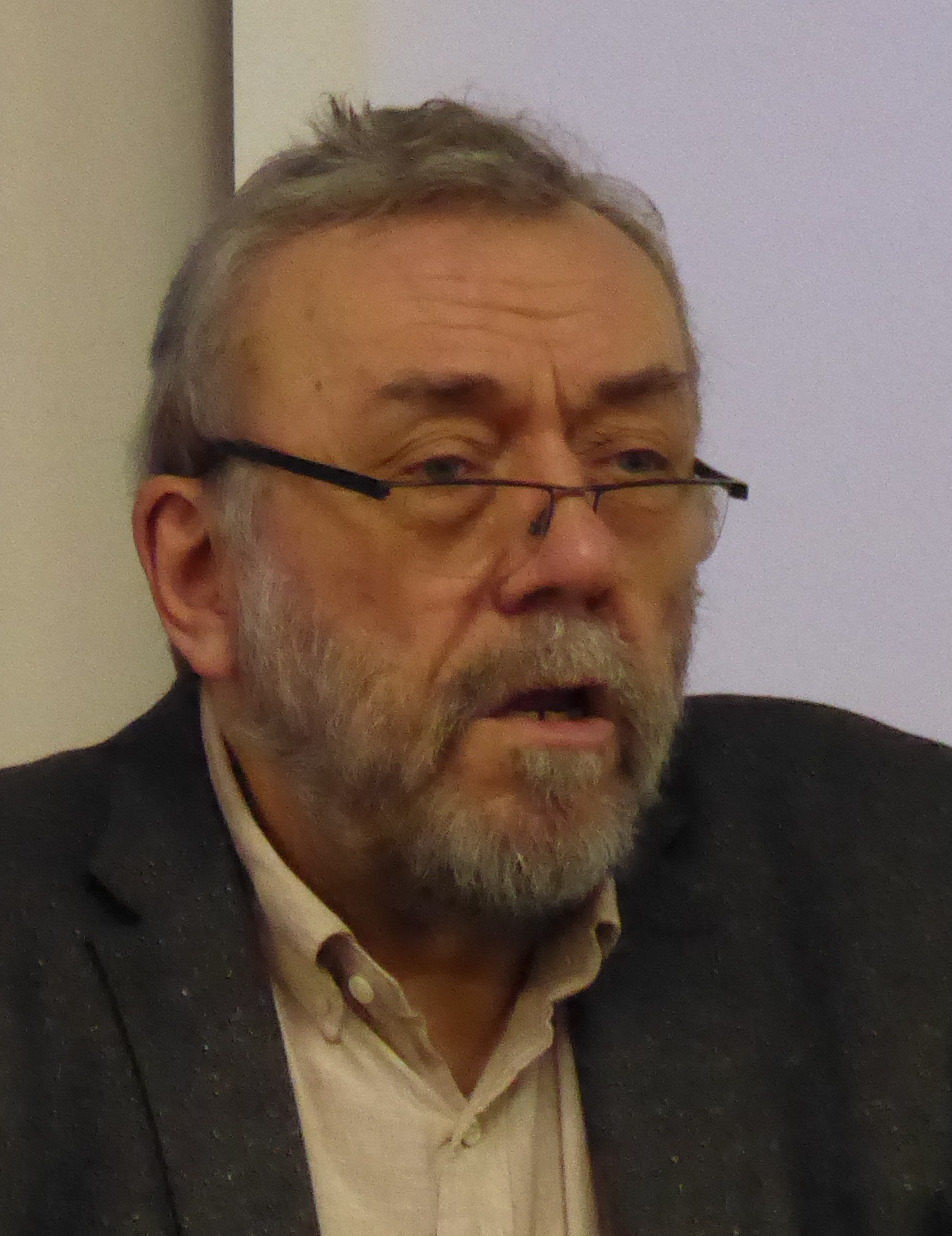
Wolfram Jäger (2019)

Wolfram Jäger (* 19. April 1951 in Meißen) ist ein deutscher Bauingenieur und Hochschullehrer.

## Leben
Nach seinem Abitur 1969 mit gleichzeitigem Facharbeiterabschluss als Maurer studierte Jäger von 1969 bis 1973 an der TU Dresden Bauingenieurwesen mit der Vertiefung Konstruktiver Ingenieurbau. Dem schloss sich dort unmittelbar ein Forschungsstudium im Bereich Baumechanik (Prof. Dr.-Ing. Heinz Müller) an.
Von 1976 bis 1980 arbeitete Jäger als Assistent am Lehrstuhl Baumechanik der Stabtragwerke und Tragwerksoptimierung. In diese Zeit fiel seine dortige Promotion 1977 sowie ein Zusatzstudium an der Moskauer Bauhochschule (MISI) 1979/1980.
Von 1980 bis 1984 arbeitete er als Prüfingenieur; von 1984 bis 1990 wurde er als ehrenamtlicher Prüfingenieur durch die Staatliche Bauaufsicht des Kreises Dresden-Land eingesetzt. 1984/85 war er Direktor für Produktion im VEB (K) Bau Radebeul. 1986 folgte die Abteilungsleitung Informatik am Institut für Betonforschung der Bauakademie der DDR. Parallel dazu war er von 1983 bis 1990 Lehrbeauftragter für Statik der Stabtragwerke an der Dresdner Technischen Universität.
Nach der politischen Wende 1990 arbeitete Jäger als selbstständiger Ingenieur. Er gründete am 16. März 1990 das Planungs- und Ingenieurbüro für Bauwesen in Radebeul am Stadtrand von Dresden und 2001 die Jäger Ingenieure GmbH. In die Zeit zwischen 1992 und 1999 fielen verschiedene Lehraufträge an der TU Dresden sowie an der Hochschule in Bremen. An letzterer wurde er zum Studienjahr 1996/1997 zum Professor für Statik berufen. Dem schloss sich im Folgejahreszeitraum die Professur für Baukonstruktion an der Hochschule für Technik, Wirtschaft und Sozialwesen Zittau/Görlitz an.
1998 wurde Jäger zum Professor für Tragwerksplanung an die Technische Universität Dresden berufen. Bis zum Herbst 2020 hatte er den Lehrstuhl Tragwerksplanung der Fakultät Architektur inne.
Jäger ist Autor zahlreicher Fachveröffentlichungen. Dazu war er der von 2003 bis 2020 Herausgeber des Mauerwerk-Kalenders, eines jährlich erscheinenden Kompendiums ähnlich dem Beton-Kalender, und von Januar 2009 bis August 2019 Chefredakteur der Zeitschrift Mauerwerk, einer zweimonatlich erscheinenden Zeitschrift für Technik und Architektur. Er wurde 2011 mit einer Festschrift geehrt zu der u. a.: Wolfgang Brameshuber, Manfred Curbach, Carl-Alexander Graubner, Manfred Hegger, Wolfgang Kaliske, Rolf Katzenbach, Karl-Eugen Kurrer, Konstantin Meskouris, Karl Morgen, Dirk Proske, Werner Seim und Werner Sobek beitrugen.
Jäger wohnt in Radebeul.

## Sanierung Schloss Steinort / Palac Sztynort
Wolfram Jäger ist maßgeblich an den Notsicherungs- und Sanierungsmaßnahmen am Schloss Steinort in Ostpreußen beteiligt. Mit seinem breiten Spektrum an Erfahrungen aus Planung, Bauausführung, Normung, Forschung und Organisation engagiert er sich seit 2010 für die Erhaltung des Schlosses im heute polnischen Sztynort, in Würdigung des Mutes der Beteiligten an dem Attentat auf Hitler am 20. Juli 1944 in der nahegelegenen Wolfsschanze. Schloss Steinort war Schauplatz der heimlichen Vorbereitungen, der letzte Eigentümer Heinrich von Lehndorff bezahlte dies mit seinem Leben. Gemeinsam mit seinem kleinen Team kämpft Wolfram Jäger seit vielen Jahren um materielle und ideelle Unterstützung für die Sicherungsmaßnahmen, plant und koordiniert die praktischen Arbeiten und setzt sich für eine künftige angemessene Nutzung von Schloss Steinort ein. Seit 2015 schließt dies auch das nahe gelegene Mausoleum (Entwurf: Friedrich August Stüler) ein. Eine private Spendenaktion ermöglichte den Beginn der Rettung und die Bewahrung vor dem Einsturz. In Anerkennung der Bedeutung des historischen Ortes und des jahrelangen Engagements für die Rettung erhalten Schloss und Mausoleum Steinort derzeit Unterstützung für die Notsicherungsmaßnahmen seitens der Bundesregierung (über BKM). Partner dabei ist für Wolfram Jäger die Deutsch-Polnische Stiftung Kulturpflege und Denkmalschutz DPS.